# (466243) 2013 CN82
(466243) 2013 CN82 es un asteroide perteneciente al cinturón de asteroides, descubierto el 13 de febrero de 2008 por el equipo Spacewatch desde el Observatorio Nacional de Kitt Peak (Arizona, Estados Unidos).